# Bank Towarzystw Spółdzielczych
Bank Towarzystw Spółdzielczych – bank działający w latach 1909–1946 roku jako spółka akcyjna spółdzielni kredytowych z siedzibą w Warszawie.

## Opis
Kapitał założycielski podmiotu wynosił milion rubli. Pierwszym prezesem został Zygmunt Chrzanowski. Bank miał oddziały w Warszawie i Wilnie.
W latach 1912–1917 przy ulicy Jasnej 1 w Warszawie powstał budynek (dom Pod Orłami) z przeznaczeniem na reprezentacyjną siedzibę banku, zaprojektowany przez Jana Heuricha.
W 1946 roku bank został zlikwidowany.